# Batalla de Placència (194 aC)
La batalla de Placència es va lliurar L'any 194 aC, a prop de Placència, entre la República Romana i el bois. L'exèrcit romà va guanyar la batalla.
L'any següent (193 aC), una altra batalla contra els bois tindria lloc a la mateixa regió, coneguda com la batalla de Mutina, que posaria fi a l'amenaça de la tribu dels bois.
Tiberi Semproni Llong, un dels cònsols d'aquell any (l'altre era Corneli Escipió Africà), va envair el territori dels bois amb un exèrcit consular de quatre legions. El cap dels gals era Boiorix, que va construir un campament en camp obert per desafiar l'exèrcit romà en una batalla. Intimidat pel nombre i la confiança dels gals, Semproni Llong va demanar ajuda a Escipió.
Quan els bois van veure la vacil·lació dels romans van decidir atacar abans de què s'unissin les forces dels dos cònsols. Van avançar cap al campament romà per veure què feien els enemics. Van esperar dos dies per si els romans atacaven i ol veure que no es movien van llançar un atac sobre el ampament romà per totes bandes. Van intentar sortir dues legions per les portes principals, però van haver de retrocetir davant la força dels gals. La lluita es feia en un espai reduït i no es podien utilitzar gaire les armes. Tots dos bàndols van fer servir els seus escuts i els seus cossos per empènyer.
Un centurió de la segona legió, Quint Victori, i un tribú militar de la quarta legió, Gai Atili, van llançar els estendards de les legions enmig dels bois, cosa que va provocar un atac vigorós dels legionaris per recuperar-los. La segona legió va aconseguir sortir del campament. Mentrestant els bois van aconseguir entrar per una porta, van matar al qüestor i tres prefectes, a més de dos-cents homes. Semproni Llong va enviar una cohort ben entrenada que va expulsar els gals. La quarta legió també va aixafar als bois que se li oposaven i la batalla es va traslladar fora del campament.
La lluita va continuar fins al migdia, i els gals, que no estaven acostumats a suportar la calor, la set i la llarga lluita, van ser derrotats pels romans i es van retirar al seu campament. Semproni va ordenar als seus homes que es retiressin i no ataquessin els gals, però alguns legionaris van desobeir l'ordre i van assaltar les muralles gales. Els bois no es van deixar impressionar i els van vèncer amb facilitat.
Els romans van perdre 5.000 homes i van afirmar que havien matat 11.000 bois. Els gals es van retirar a la part oposada del seu país, on els romans no els van poder perseguir entre els boscos i els aiguamolls. Semproni es va retirar del camp de batalla i va dirigir el seu exèrcit a Placència. Segons Titus Livi, Escipió va unir les seves forces amb les del seu col·lega i van saquejar Ligúria i el país dels bois. Però també diu que Escipió va anar a Roma a celebrar eleccions i no va fer cap acte destacat.